# Encyclia bragancae
Encyclia bragancae är en orkidéart som beskrevs av Augusto Ruschi. 
Encyclia bragancae ingår i släktet Encyclia och familjen orkidéer. Inga underarter finns listade i Catalogue of Life.